# Комбинована одељења
Комбиновано одељење је одељење које је састављено (комбиновано) од два или више разреда. Наставни рад у комбинованом одељењу је сложен и тежи од рада учитеља само са једним разредом. Кључне речи: комбиновано одељење, школа, учитељ, ученик, рад 

## Дефиниција
Неуједначеност у схватању термина којима се означава појам комбинованог одељења, и сродни појмови с тим у вези, присутна је у свакодневној комуникацији међу учитељима, на стручним скуповима, у стручној и дневној штампи. 
Овде се дефинишу појмови:
- настава,
- разред,
- одељење,
- комбиновано одељење.

Комбиновано одељење одређује се као одељење које је састављено од два или више разреда. Другим речима, комбиновано одељење је одељење које је састављено од ученика два, три или четири разреда са којима истовремено у једној просторији ради један учитељ. При томе се термин комбиновано одељење односи на млађе разреде основне школе. Формирање комбинованих одељења у основним школама представља једно од оних питања од чијег правилног решења великим делом зависи организација рада а тим и успех у настави. Критеријум комбиновања дворазредних одељења може бити: 1. број ученика у појединим разредима и 2. добра организација наставе као критеријум. 
У Србији је тренутно 15 ученика граница изнад које се у једној школи могу формирати два комбинована или вишеразредна одељења. Једни сматрају да треба спајати ближе разреде (I и II, III и IV), друга група дидактичара сматра да треба спајати удаљеније разреде (I и III, II и IV).
Први свој став образлажу сличношћу наставних програма и могућношћу да се организује заједнички рад за два разреда, бар повремено. Наставнику је тада лакше, а ученици старијег разреда понављају прошлогодишње градиво и приближавају га ученицима млађег разреда. Други сматрају да предлог њиховог комбиновања гарантује да ће се са сваким разредом посебно радити, да ће се сигурно реализовати сви наставни програми. 

## Рад учитеља
Настава у комбинованом одељењу представља специфичан облик организације рада. Комплекснији од рада у одељењу хомогене структуре, рад у комбинованим одељењима претпоставља и одређена дидактичко методичка решења у односу на адаптацију учионичког простора, специфичности у распореду часова и наставног рада уопште, комуникацију наставника и ученика, функционално смењивање заједничког рада с наставником и самосталног рада ученика, комбинацију облика, средстава и метода рада и друго.
Методске специфичности не подразумевају да постоје неке нарочите, посебне методе за рад у комбинованом одељењу, које би се по својој суштини разликовале од метода рада с једним разредом. Ради се о примени постојећих, познатих наставних метода у специфичним условима рада.
Те околности не дозвољавају увек велики избор метода рада или се дешава да чине једну методу прихватљивијом и педагошки оправданијом од других него што би то био случај у условима рада са једним разредом. То се односи не само на оперативну, верификативну и апликативну, него и на препаративну фазу наставног рада.
Рад у комбинованом одељењу захтева више времена за припремне активности, више средстава, стрпљења, воље и знања. У истом временском периоду мора да реализује више наставних програма зависно од броја комбинованих разреда. Располаже скраћеним временом за непосредну комуникацију са ученицима.
Тежиште наставе нужно је пренети са поучавања на учење, што у извесном смислу представља предност. Такође, због малог броја ученика, веће су могућности за индивидуални приступ. Израда доброг и педагошки заснованог распореда часова Распоред часова мора се правилно израдити водећи рачуна о најпродуктивнијем времену, данима у седмици и тежини наставних предмета током радног дана. У дужност учитеља убраја се и оспособљавање ученика правилним методама и техник. Те околности не дозвољавају увек велики избор метода рада или се дешава да чине једну методу прихватљивијом и педагошки оправданијом од других него што би то био случај у условима рада са једним разредом. То се односи не само на оперативну, верификативну и апликативну, него и на препаративну фазу пренети са поучавања на учење, што у извесном смислу представља предност. Такође, због малог броја ученика, веће су могућности за индивидуални наставног рада. Захтева више времена за припремне активности, више средстава, стрпљења, воље и знања. У истом временском периоду мора да реализује више наставних програма зависно од броја комбинованих разреда. Располаже скраћеним временом за непосредну комуникацију са ученицима. Тежиште наставе нужно је приступ. Израда доброг и педагошки заснованог распореда часова Распоред часова мора се правилно израдити водећи рачуна о најпродуктивнијем времену, данима у седмици и тежини наставних предмета током радног дана. У дужност учитеља убраја се и оспособљавање ученика правилним методама и техникама учења. 
- Програми већине предмета конципирани су по принципу концентричних кругова;
- Интелигентнији ученици млађих разреда брже напредују, а ученици старијих разреда своја предзнања допуњују и користе у новим ситуацијама;
- Повећава се ангажовање учитеља у директном раду са ученицима;
- Уштеда у времену је већа;
- Омогућава рационалнију примену наставних средстава“'[2]

Са овим су сагласни и остали аутори. 

### Специфичности рада учитеља
Из више разлога школе са комбинованим одељењима у прва четири разреда основне школе, које имају дугу традицију у Србији, постоје и данас. Пошто се у многим, претежно сеоским срединама смањује број становника па тиме, логично, и број ученика у школи, извесно је да ће потреба за организовањем наставе у комбинованим одељењима постојати и у будућности. За разлику од рада у одељењу са једним разредом, њих карактерише специфичан начин организације од чијег познавања односно недовољног познавања зависи укупан успех учитеља и будућа судбина ученика. У уџбеницима дидактике у претходном периоду овом проблему није посвећивана потребна пажња. Велики број учитеља током студирања није на адекватан начин оспособљаван за рад у комбинованим одељењима. О посебности истовременог рада са два или више разреда у заједничкој просторији били су присиљени да се детаљније упознају тек кад их реална практична потреба присили на то. 
Ванразредни и ваншколски рад има и велики васпитни значај. Доприноси формирању низа културних навика, као што су навика дисциплинованости, дружељубља, доприноси развијању љубави према своме крају, својој земљи и прошлости свога ученици се оспособљавају да врше извесна истраживања, сакупљају материјале ради проучавања историје Ученици се оспособљавају да врше извесна истраживања, сакупљају материјале ради проучавања историје свог краја.